# Kościół Matki Bożej „in Aquiro”
Kościół Matki Bożej in Aquiro (wł. Chiesa di Santa Maria in Aquiro) – rzymskokatolicki kościół tytularny w Rzymie. 
Świątynia ta jest kościołem parafialnym oraz kościołem tytularnym, mającym również rangę bazyliki mniejszej.

## Lokalizacja
Kościół znajduje się w III Rione Rzymu – Colonna przy Via della Guglia 69/B, główne wejście jest od strony Piazza Capranica.

## Nazwa
W najstarszym znanym wpisie w dokumentach odnoszącym się do tego kościoła (w Liber Pontificalis odnośnie do VIII wieku) został on określony jako a Cyro, po roku 1000 przekształciło się to w in Aquiro. Pochodzenie nazwy jest nieznane, być może wiąże się z:
- ufundowaniem kościoła przez Cyrusa (łac. Quirus)[3][2][4]
- zniekształconym łacińskim słowem circus (pol. cyrk)[5][4].

W średniowieczu kościół ten był również określany jako Santa Maria della Visitazione np. przez papieża Urbana VI w 1389 roku.

## Historia
Początki kościoła są nieznane. Pierwsze odniesienie do tej świątyni w dokumentach znajduje się w Liber Pontificalis i dotyczy jej odnowienia przez papieża Grzegorza III (731-741). Z wpisu wynika, że już w tym czasie była tutaj działająca diakonia, czyli miejsce, gdzie wspomagano potrzebujących (np. dając im żywność). Tradycyjny rok założenia diakonatu to 678. Świątynia pełniła funkcję kościoła parafialnego co najmniej od czasu jej przebudowy w VIII wieku. W 1510 roku papież Juliusz II przyznał administrację kościoła nowo utworzonemu bractwu Confraternità dei Sacerdoti Secolari dei Santi Pietro e Paolo. W 1541 roku kościół został przekazany przez papieża Pawła III Confraternita della Visitazione. W 1588 roku bractwo rozpoczęło program odbudowy. W latach 1591–1594 architektem był Francesco Capriani, po czym nastąpiła ośmioletnia przerwa. Od 1602 roku pracę kontynuował Carlo Maderno z pomocą Filippo Breccioli. Druga faza trwała do 1605 roku i kiedy została zatrzymana, ukończono tylko pierwszą kondygnację fasady. Nowy ołtarz główny wyposażył w 1681 roku Mattia De Rossi. W 1774 roku fasadę ostatecznie ukończył Pietro Camporese. W 1826 roku zostało zlikwidowane bractwo opiekujące się świątynią (noszące wówczas nazwę Congregazione della Visitazione), a kościół trafił pod opiekę Ojców Somaskich. W 1845 roku pożar zniszczył wnętrze. W 1856 roku Luca Carimini ponownie urządził prezbiterium i ołtarz główny. Renowacja kaplic miała miejsce w 1864 roku, a nawy i transeptu w latach 1866–1868. Prace nadzorowali Pietro Gagliardi i Gaetano Morichini.

## Architektura i sztuka
Kościół jest trójnawowy, z transeptem, apsydą i kopułą na przecięciu nawy głównej z transeptem. Osobliwością planu jest to, że lewa ściana boczna nie jest ustawiona pod kątem prostym do fasady, w efekcie czego kaplice po tej stronie pogłębiają się w miarę przybliżania do prezbiterium. Kościół zbudowano z różowej cegły, detale architektoniczne są z białego trawertynu.
Centralna kopuła znajduje się na niskim ośmiokątnym bębnie. Ma ona kształt jajowaty, z ośmioma sektorami, ale bez żeber. U góry jest ceglana latarnia z ośmioma wąskimi okrągłymi otworami oddzielonymi małymi przyporami, ma ona własną półkulistą małą kopułę.
Dwukondygnacyjna fasada z gołej różowej cegły z wapiennymi detalami jest wyższa od dachu leżącej za nią nawy. Pierwsza kondygnacja ma sześć pilastrów z jońskimi kapitelami, cztery z nich w dwóch parach flankują główne wejście, pozostałe dwa są w zewnętrznych narożnikach fasady. Pilastry wspierają belkowanie z pustym fryzem. Główne wejście jest większe niż wejścia do naw bocznych i ma ono trójkątny fronton nad nadprożem z festonami po obu stronach głowy putta. Nad bocznymi wejściami znajdują się kwadratowe okna z kamienną ramą. Druga kondygnacja ma cztery korynckie pilastry, umieszczone nad centralnymi pilastrami dolnej kondygnacji. Wspierają one belkowanie i trójkątny fronton zawierający herb kardynalski wykonany ze stiuku, podtrzymywany przez dwa aniołki. Pośrodku tej kondygnacji znajduje się duże okno z balustradą wpuszczone w kamienny łuk z kolumnami jońskimi jako filarami. Górną kondygnację flankuje para dzwonnic.
Pomiędzy nawą główną a nawami bocznymi są arkady wsparte na czterech filarach w stylu doryckim z każdej strony. Nad łukami arkad jest belkowanie biegnące wokół wnętrza kościoła.
Freski na ścianach, jak również sklepieniu i wnętrzu kopuły są efektem XIX-wiecznej renowacji, prace wykonał lub nadzorował Cesare Mariani. Sztukaterie w nawie są autorstwa Luigiego Fontany, a w transepcie Luigiego Simonetti. Na filarach arkad znajdują się przedstawienia czterech Doktorów Kościoła: św. Jana Chryzostoma, św. Bazylego Wielkiego, św. Ambrożego i św. Grzegorza Wielkiego. Nad nimi umieszczono anioły trzymające zwoje z cytatami dotyczącymi Maryi, a wziętymi z ich pism. Powyżej jest sześć monochromatycznych fresków ze scenami z życia Matki Bożej: Narodziny Maryi, Zaślubiny ze św. Józefem oraz Zwiastowanie po lewej stronie, po prawej stronie natomiast: Narodzenie Pańskie, Męka Chrystusa i Śmierć Jezusa. Na sklepieniu umieszczono przedstawienia czterech ewangelistów, a trzy centralne ośmiokątne panele przedstawiają aniołów trzymających symbole związane z Matką Bożą. W lunecie nad wejściem znajduje się Nawiedzenie, z kolei w lunecie pomiędzy nawą główną a transeptem – Wniebowzięcie (na którym umieszczono również postacie świętych Ignacego Loyoli, Hieronima Emiliani i Filipa Neri). 
We wnętrzu kopuły znajduje się osiem paneli, w których przedstawiono czterech proroków (Mojżesza, Dawida, Izajasza i Jeremiasza) i cztery Sybille. W pendentywach ukazano świętych Joachima, Zachariasza, Józefa i Jana Chrzciciela.
Koncha apsydy została ozdobiona ośmiokątnymi kasetonami. Edykuł ołtarza głównego to dzieło Mattii De Rossi z 1681 roku. Ma on parę korynckich marmurowych kolumn, podtrzymujących trójkątny fronton. W ołtarzu umieszczono XIV-wieczny obraz Matka Boża z Dzieciątkiem i św. Szczepanem, dzieło ze szkoły Pietro Cavalliniego. Malowidło to dawniej znajdowało się w nieistniejącym już kościele San Stefano in Trullo.

### Kaplice boczne
Po obu stronach naw bocznych znajdują się po trzy kaplice, kaplice są również w ramionach transeptu.
Kaplica św. Sebastiana
Pierwsza kaplica po prawej stronie dedykowana została św. Sebastianowi. Obraz ołtarzowy jest anonimowym dziełem z XVII wieku.
Kaplica krucyfiksu
Druga kaplica po prawej stronie jest poświęcona krucyfiksowi. Została ona ponownie urządzona w 1864 roku. Polichromowany marmurowy edykuł ma parę kolumn jońskich z koralowej brekcji.
Kaplica Zwiastowania
Trzecia kaplica po prawej stronie poświęcona jest Zwiastowaniu. Została ona ozdobiona freskami przez Carlo Saraceni w latach 1611–1617. Na ścianach bocznych przedstawiono Narodziny Maryi i Ofiarowanie Maryi, na sklepieniu natomiast Koronację Maryi w niebie. W ołtarzu znajduje się Zwiastowanie.
Kaplica św. Benedykta Józefa Labre (Kaplica Virili)
Kaplica w prawym końcu transeptu jest poświęcona Trójcy Świętej, ale po rearanżacji w 1864 roku jest także ku czci św. Benedykta Józefa Labre, do którego rodzina Virili miała wielkie nabożeństwo. Obraz ołtarzowy przedstawia św. Benedykta Józefa Labre podczas modlitwy w Koloseum. Kaplica pierwotnie była poświęcona Niepokalanemu Poczęciu i znajdował się tutaj obraz obecnie umieszczony w ołtarzu głównym.
Kaplica Anioła Stróża
Pierwsza kaplica po lewej stronie poświęcona jest Aniołowi Stróżowi. Została ona ponownie wyposażona przez Carimini w 1866 roku. Sztukaterie wykonał Domenico D'Amico, natomiast alegoryczne postacie Sprawiedliwości i Roztropności Bernardino Mei. Obraz ołtarzowy jest autorstwa Ippolito Zapponi.
Kaplica Piety
Druga kaplica po lewej stronie poświęcona jest Matce Bożej Bolesnej. Znajdują się w niej trzy obrazy w stylu Caravaggio: po  lewej Koronowanie cierniem, po prawej Biczowanie, oba dzieła autorstwa Trophime Bigota z 1634 roku, obraz ołtarzowy przedstawia Opłakiwanie Chrystusa.
Kaplica Niepokalanego Poczęcia
Trzecia kaplica po lewej stronie jest poświęcona Niepokalanemu Poczęciu Maryi. Obraz Matka Boża z Lourdes jest datowany na 1873 rok. Ponowną aranżację kaplicy wykonał Salvatore Bianchi w 1865 roku. Freski na bocznych ścianach są dziełem Domenico D'Alessandro. Oryginalny ołtarz przedstawiał Niepokalane Poczęcie autorstwa Marcello Sozzi.
Kaplica św. Hieronima Emiliani
Kaplica w lewym końcu transeptu dedykowana jest św. Hieronimowi Emiliani, założycielowi Ojców Somasco. Pierwotnie kaplica ta poświęcona była Ukrzyżowaniu. Obraz ołtarzowy ukazuje patrona kaplicy przedstawiającego sieroty Matce Bożej, jest to dzieło Cesare Mariani. Boczne malowidła ścienne są autorstwa Alessandro Grandi, jedno z nich przedstawia Matkę Bożą uwalniającą św. Hieronima Emiliani z więzienia, a drugie pokazuje patrona kaplicy wydobywającego cudownie źródło wody ze skały.

## Kardynałowie diakoni
Kościół Matki Bożej in Aquiro jest jednym z kościołów tytularnych nadawanych kardynałom-diakonom (Titulus Sanctae Mariae in Aquiro). Tytuł ten, według tradycji, został ustanowiony w 678 roku.
- Comes (ok. 1113-1126)
- Gregorio (1130)[a]
- Ivo de Chartres CanReg (1136-1138)
- Piotr (1141-1144)
- Cencio de Gregorio (1151-1152)
- Milo (1159-1161)
- Jan (1159-1160)[b]
- Gerard (1162-1173/8)[b]
- Pietro de Bono CanReg (1165-1173)
- Gregorio Crescenzi (1188-1200)
- Pietro Collivaccino (1212-1216)
- Bertrand de Montfavez (1316–1342)
- Étienne Aubert (1361–1368)
- Pierre de Fetigny[c] (1383–1392)
- Jofré de Boil[d] (1397–1400)
- Giovanni Colonna (1480–1508)
  - Luigi d’Aragona in commendam (1508–1517)
- Guillaume III de Croÿ (1517–1521)
- vacat (1521–1535)
- Gasparo Contarini (1535)
- Marino Ascanio Caracciolo (1535–1538)
- Ippolito d’Este (1539–1564), in commendam (1564)
- Benedetto Lomellini (1565)
- Zaccaria Delfino (1565–1578)
- Anton Maria Salviati (1584–1587)
- vacat (1587–1596)
- Pompeio Arrigoni (1596–1597)
- Lorenzo Magalotti (1624), tytuł prezbiterialny pro hac vice (1624–1628)
- Antonio Barberini (1628–1632)
- Jan Albert Waza SJ (1632–1634)
- Paolo Emilio Rondinini (1643–1655)
- Fryderyk z Hesji (1655–1656)
- Giacomo Franzoni (1660–1669)
- Lazzaro Pallavicino (1670–1677)
- vacat (1677–1681)
- Michelangelo Ricci (1681–1682)
- vacat (1682–1686)
- Gasparo Cavalieri (1686–1688)
- Gianfrancesco Albani (1690)
- Lorenzo Altieri (1690–1707)
- vacat (1707–1716)
- Carlo Maria Marini (1716–1738)
- Carlo Maria Sacripante (1739–1741)
- Alessandro Tanara (1743–1754)
- Marcantonio Colonna (1759–1762)
- Andrea Negroni (1763–1765)
- vacat (1765–1775)
- Pasquale Acquaviva d’Aragona (1775–1779)
- vacat (1779–1785)
- Fernando Spinelli (1785–1789)
- Francesco Guidobono Cavalchini (1818–1828)
- vacat (1828–1832)
- Mario Mattei (1832–1842)
- vacat (1842–1853)
- Domenico Savelli (1853–1864)
- vacat (1864–1868)
- Annibale Capalti (1868–1877)
- Antonio Pellegrini (1877–1887)
- Luigi Macchi (1889–1896)
- vacat (1896–1901)
- Francesco Salesio della Volpe (1901–1916)
- Louis-Ernest Dubois tytuł prezbiterialny pro hac vice (1916–1929)
- Federico Cattani Amadori (1935–1943)
- Pierre-André-Charles Petit de Julleville tytuł prezbiterialny pro hac vice (1946–1947)
- vacat (1947–1953)
- Carlos María De la Torre tytuł prezbiterialny pro hac vice (1953–1968)
- Mario Casariego y Acevedo CRS tytuł prezbiterialny pro hac vice (1969–1983)
- Antonio Innocenti (1985–1996) tytuł prezbiterialny pro hac vice (1996–2008)
- Angelo Amato SDB[7] (2010–2024) tytuł prezbiterialny pro hac vice (2021–2024)